# Área metropolitana de Stuttgart

Ubicación en Baden-Württemberg

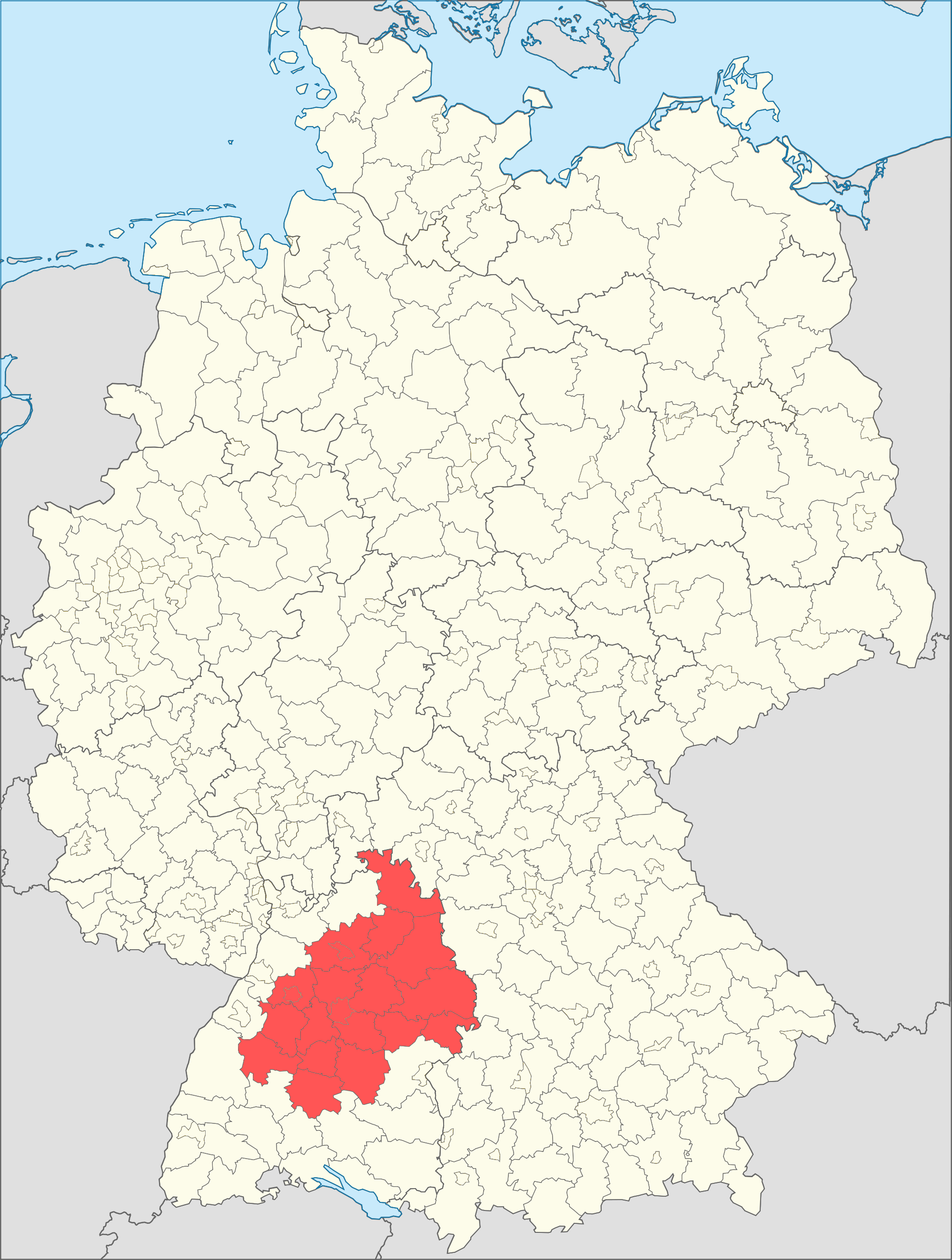
Ubicación en Alemania

El área metropolitana de Stuttgart consiste en la ciudad de Stuttgart y en una serie de localidades menores del estado federado de Baden-Wurtemberg (Alemania).
En total, el área metropolitana de Stuttgart se extiende por una superficie de 1334 km² y cuenta con una población de 1,75 millones de habitantes, de los cuales 15,5 y 34% corresponden a la ciudad de Stuttgart, respectivamente. Tiene una densidad de población de 1309 hab/km².

## Composición
El área metropolitana de Stuttgart se compone de la ciudad de Stuttgart y de 56 pequeñas ciudades y municipios ubicados a su alrededor (entre las que destacan las ciudades de Esslingen am Neckar, Ludwigsburg y Sindelfingen), como se muestra en la tabla siguiente.
| Distrito                | Municipio o ciudad        | Superficie (en km²) | Población(1) |
| ----------------------- | ------------------------- | ------------------- | ------------ |
| Baden-Wurtemberg        |                           |                     |              |
| —                       | Stuttgart                 | 207,36              | 593.923      |
| Distrito de Ludwigsburg | Gerlingen                 | 17,54               | 18.873       |
| Distrito de Ludwigsburg | Ditzingen                 | 30,40               | 24.245       |
| Distrito de Ludwigsburg | Korntal-Müchingen         | 20,71               | 18.303       |
| Distrito de Ludwigsburg | Hemmingen                 | 12,34               | 7.501        |
| Distrito de Ludwigsburg | Eberdingen                | 26,21               | 6.529        |
| Distrito de Ludwigsburg | Schwieberdingen           | 14,87               | 11.010       |
| Distrito de Ludwigsburg | Möglingen                 | 9,93                | 10.342       |
| Distrito de Ludwigsburg | Asperg                    | 5,80                | 12.991       |
| Distrito de Ludwigsburg | Markgröningen             | 28,16               | 14,483       |
| Distrito de Ludwigsburg | Tamm                      | 8,78                | 12.160       |
| Distrito de Ludwigsburg | Bietigheim-Bissingen      | 31,29               | 42.259       |
| Distrito de Ludwigsburg | Ingersheim                | 11,55               | 6.025        |
| Distrito de Ludwigsburg | Pleidelsheim              | 10,18               | 6.239        |
| Distrito de Ludwigsburg | Freiberg am Neckar        | 13,14               | 15.661       |
| Distrito de Ludwigsburg | Marbach am Neckar         | 18,06               | 15.627       |
| Distrito de Ludwigsburg | Benningen am Neckar       | 4,87                | 5.510        |
| Distrito de Ludwigsburg | Murr                      | 7,80                | 6.153        |
| Distrito de Ludwigsburg | Steinheim an der Murr     | 23,19               | 11.841       |
| Distrito de Ludwigsburg | Erdmannhausen             | 8,71                | 4.795        |
| Distrito de Ludwigsburg | Ludwigsburg               | 43,33               | 87.280       |
| Distrito de Ludwigsburg | Remseck am Neckar         | 22,82               | 22.598       |
| Distrito de Rems-Murr   | Waiblingen                | 42,76               | 52.932       |
| Distrito de Rems-Murr   | Fellbach                  | 27,70               | 44.101       |
| Distrito de Rems-Murr   | Korb                      | 8,45                | 10.399       |
| Distrito de Rems-Murr   | Kernen im Remstal         | 15,05               | 15.293       |
| Distrito de Rems-Murr   | Weinstadt                 | 31,71               | 26.302       |
| Distrito de Rems-Murr   | Winnenden                 | 28,05               | 27.747       |
| Distrito de Rems-Murr   | Lautenbach                | 14,73               | 10.756       |
| Distrito de Rems-Murr   | Schwaikheim               | 9,22                | 9.381        |
| Distrito de Esslingen   | Esslingen am Neckar       | 46,43               | 91.758       |
| Distrito de Esslingen   | Aichwald                  | 14,68               | 7.753        |
| Distrito de Esslingen   | Altbach                   | 3,35                | 5.745        |
| Distrito de Esslingen   | Plochingen                | 10,65               | 14.325       |
| Distrito de Esslingen   | Ostfildern                | 22,81               | 34.687       |
| Distrito de Esslingen   | Denkendorf                | 13,06               | 10.493       |
| Distrito de Esslingen   | Köngen                    | 12,52               | 9.633        |
| Distrito de Esslingen   | Deizisau                  | 5,17                | 6.550        |
| Distrito de Esslingen   | Wernau                    | 10,90               | 12.328       |
| Distrito de Esslingen   | Wendlingen am Neckar      | 12,15               | 15.804       |
| Distrito de Esslingen   | Notzingen                 | 7,70                | 3.537        |
| Distrito de Esslingen   | Kirchheim unter Teck      | 40,47               | 39.916       |
| Distrito de Esslingen   | Oberboihingen             | 6,31                | 5.424        |
| Distrito de Esslingen   | Unterensingen             | 7,56                | 4.524        |
| Distrito de Esslingen   | Nürtingen                 | 46,90               | 40.554       |
| Distrito de Esslingen   | Frickenhausen             | 11,35               | 8.831        |
| Distrito de Esslingen   | Wolfschlugen              | 7,12                | 6.296        |
| Distrito de Esslingen   | Neuhausen auf den Fildern | 12,47               | 11.450       |
| Distrito de Esslingen   | Filderstadt               | 38,54               | 43.824       |
| Distrito de Esslingen   | Leinfelden-Echterdingen   | 29,90               | 36.808       |
| Distrito de Böblingen   | Sindelfingen              | 50,85               | 60.745       |
| Distrito de Böblingen   | Böblingen                 | 39,04               | 46.269       |
| Distrito de Böblingen   | Schönaich                 | 14,16               | 9.876        |
| Distrito de Böblingen   | Magstadt                  | 19,13               | 8.874        |
| Distrito de Böblingen   | Renningen                 | 31,13               | 17.235       |
| Distrito de Böblingen   | Leonberg                  | 48,73               | 45.587       |
| Distrito de Böblingen   | Rutesheim                 | 16,24               | 10.074       |
| TOTAL                   | TOTAL                     | 1.334,03            | 1.745.690    |

- (1) - Datos del 31.12.2006, tomados de los informes estadísticos de población del Statistisches Landesamt Baden-Württemberg

## Comparación
En esta tabla se muestran las diez principales áreas metropolitanas de Alemania. El área metropolitana de Stuttgart ocupa el séptimo puesto.
| N.º | Área metropolitana | Superficie (en km²) | Población (en millones) |
| --- | ------------------ | ------------------- | ----------------------- |
| 1   | Región del Ruhr    | 3.484               | 5,036                   |
| 2   | Berlín             | 2.284               | 4,070                   |
| 3   | Hamburgo           | 2.087               | 2,550                   |
| 4   | Múnich             | 1.319               | 1,944                   |
| 5   | Colonia            | 1.414               | 1,809                   |
| 6   | Fráncfort          | 1.415               | 1,756                   |
| 7   | Stuttgart          | 1.344               | 1,745                   |
| 8   | Düsseldorf         | 780                 | 1,316                   |
| 9   | Núremberg          | 1.006               | 1,044                   |
| 10  | Hanóver            | 1.519               | 1,002                   |

- Datos: Q451619
- Multimedia: Metropolregion Stuttgart / Q451619